# El Corral Nou (Castellfollit del Boix)
El Corral Nou és un conjunt d'edificis al voltant d'un pati tancat del municipi de Castellfollit del Boix (Bages) que formen part de l'Inventari del Patrimoni Arquitectònic de Catalunya.

## Descripció
Destaca el cos d'habitatges, en forma de L i cobert a dues vessants. Està format per dos edificis de diferents èpoques. El més antic, de planta baixa i pis, té la façana simètrica amb obertures altes a la plata baixa i de grans dimensions al pis. Destaca el balcó amb barana de balustres de terracota (només en queda una part). L'edifici més modern és de planta, pis i golfes i també té les façanes simètriques amb emmarcat de maó a les obertures, a les cantonades i també té un interessant ràfec. Sembla que el 1905 es va fer una reforma donant als dos edificis un mateix tractament d'estil.

## Història
En un cos annex hi ha la inscripció en una llinda de fusta: Gibert 1767". Segons el propietari s'anomena Corral Nou perquè s'habità quan el castell fou abandonat.